# Championnat de Belgique de football de deuxième division 1934-1935
Navigation
saison précédente saison suivante
Cette page présente la vingtième-et-unième édition du championnat  Division 1 (D2) belge.
Le Club Brugeois et Anderlecht coiffent aisément les lauriers. Si de nos jours, cela nous semble fort logique, ce n'est pas le cas à l'époque, surtout dans le chef des Bruxellois, souvent qualifié de "club ascenseur" (4 montées/4 descentes entre les deux premiers étages de la pyramide nationale, entre 1921 et 1932).
Dans chaque série, la conquête du titre ne laisse donc que peu de place au suspense, principalement dans la série A, remportée très facilement par le R. FC Brugeois. Le matricule 3 remonte en Division d'Honneur après deux saisons de purgatoire en Division 1 (D2).
Dans la série B, le R. SC Anderlechtois s'impose et gagne le droit de retrouver l'élite nationale, après quatre ans d'absence. Désormais, les Anderlechtois ne quitteront plus jamais la plus haute division belge.
Aucun des quatre promus n'est relégué. Par contre, le RC Borgerhout et Turnhoutse SK HIH doivent descendre une saison après avoir joué les premiers rôles. 
Après plusieurs saisons difficiles et des maintiens obtenus parfois de justesse, le R. FC Liégeois est relégué, devenant le premier ancien champion national à être relégué au 3e niveau de la hiérarchie.

## Clubs participants
Vingt-huit clubs prennent part à cette édition, soit le même nombre que la saison précédente. Les équipes sont réparties en deux séries de 14 formations.

### Série A
| #  | Nom                                      | Mat. | Ville        | Stades                | En D2 depuis    | Total en D2 | S. précédente      |
| -- | ---------------------------------------- | ---- | ------------ | --------------------- | --------------- | ----------- | ------------------ |
| 1  | Royal Racing Club de Bruxelles           | 6    | Uccle        | stade du Vivier d'Oie | 1934-1935 (1re) | 3 saisons   | Div. d'Honneur 13e |
| 2  | Royal Football Club Brugeois             | 3    | Bruges       | De Klokke             | 1933-1934 (2e)  | 3 saisons   | 3e Série A         |
| 3  | Royal Club Sportif Verviétois            | 8    | Verviers     | ??                    | 1931-1932 (4e)  | 12 saisons  | 10e Série A        |
| 4  | Royal Uccle Sport                        | 15   | Uccle        | rue de Neerstalle ??  | 1923-1924 (12e) | 17 saisons  | 12e Série A        |
| 5  | Royal Football Club Renaisien            | 46   | Renaix       | Parc Lagache          | 1931-1932 (4e)  | 4 saisons   | 5e Série A         |
| 6  | Koninklijke Sportvereniging Blankenberge | 48   | Blankenberge | ??                    | 1932-1933 (3e)  | 5 saisons   | 6e Série A         |
| 7  | Cercle Sportif La Forestoise             | 51   | Forest       | stade communal        | 1927-1928 (8e)  | 12 saisons  | 11e Série A        |
| 8  | Association Sportive Ostendaise          | 53   | Ostende      | Albertpark            | 1931-1932 (4e)  | 8 saisons   | 9e Série A         |
| 9  | Boom Football Club                       | 58   | Boom         | ??                    | 1931-1932 (4e)  | 10 saisons  | 6e Série B         |
| 10 | Tubantia Football Athletic Club          | 64   | Borgerhout   | Rivierenhof           | 1932-1933 (3e)  | 5 saisons   | 3e Série B         |
| 11 | Racing Club Borgerhout                   | 84   | Borgerhout   | ??                    | 1931-1932 (4e)  | 4 saisons   | 2e Série B         |
| 12 | Sportkring Hoboken                       | 285  | Hoboken      | ??                    | 1931-1932 (4e)  | 4 saisons   | 10e Série B        |
| 13 | Racing Football Club Montegnée           | 77   | Montegnée    | ??                    | 1934-1935 (1re) | 6 saisons   | 1re Promotion C    |
| 14 | Association Sportive Herstalienne        | 82   | Herstal      | ??                    | 1934-1935 (1re) | 6 saisons   | 1re Promotion D    |

### Localisations Série A
| \| Anvers · Tubantia FAC · RC Borgerhout · SK Hoboken Bruxelles · R. Racing CB · R. Uccle Sport · CS La Forestoise Anvers Boom FC SV Blankenberge AS Ostendaise FC Brugeois Bruxelles FC Renaisien Rac. FC Montegnée AS Herstalienne CS Verviétois \| Localisation des clubs engagés en Division 1A 1934-1935 |
| Anvers · Tubantia FAC · RC Borgerhout · SK Hoboken Bruxelles · R. Racing CB · R. Uccle Sport · CS La Forestoise Anvers Boom FC SV Blankenberge AS Ostendaise FC Brugeois Bruxelles FC Renaisien Rac. FC Montegnée AS Herstalienne CS Verviétois                                                               |

### Série B
| #  | Nom                                       | Mat. | Ville      | Stades                     | En D2 depuis    | Total en D2 | S. précédente      |
| -- | ----------------------------------------- | ---- | ---------- | -------------------------- | --------------- | ----------- | ------------------ |
| 1  | Royal Tilleur Football Club               | 21   | Ougrée     | stade du Pont d'Ougrée     | 1934-1935 (1re) | 18 saisons  | Div. d'Honneur 14e |
| 2  | Royal Football Club Liègeois              | 4    | Rocourt    | stade Vélodrome de Rocourt | 1924-1925 (11e) | 18 saisons  | 11e Série B        |
| 3  | Association Royale Athlétique La Gantoise | 7    | Gentbrugge | Jules Ottenstadion         | 1929-1930 (6e)  | 10 saisons  | 8e Série A         |
| 4  | Royal Football Club Sérésien              | 17   | Seraing    | stade du Pairay            | 1931-1932 (4e)  | 6 saisons   | 7e Série B         |
| 5  | Royal Sporting Club Anderlechtois         | 35   | Anderlecht | stade Emile Versé          | 1931-1932 (4e)  | 10 saisons  | 4e Série A         |
| 6  | Cappellen Football Club                   | 43   | Kapellen   | ??                         | 1933-1934 2e    | 2 saisons   | 9e Série B         |
| 7  | Club Sportif de Schaerbeek                | 55   | Schaerbeek | Parc Josaphat              | 1930-1931 (5e)  | 7 saisons   | 7e Série A         |
| 8  | Patria Football Club Tongres              | 71   | Tongres    | ??                         | 1933-1934 2e    | 2 saisons   | 12e Série B        |
| 9  | Racing Club Tirlemont                     | 132  | Tirlemont  | ??                         | 1931-1932 (4e)  | 4 saisons   | 2e Série A         |
| 10 | Football Club Turnhout                    | 148  | Turnhout   | ??                         | 1932-1933 (3e)  | 9 saisons   | 4e Série B         |
| 11 | Stade Waremmien Football Club             | 190  | Waremme    | ??                         | 1932-1933 (3e)  | 3 saisons   | 8e Série B         |
| 12 | Turnhoutsche Sportkring Hand-in-Hand      | 210  | Turnhout   | ??                         | 1931-1932 (4e)  | 4 saisons   | 5e Série B         |
| 13 | Association Royale Athlétique Termondoise | 57   | Termonde   | ??                         | 1934-1935 (1re) | 2 saisons   | 1re Promotion A    |
| 14 | Voetbal Vereeniging Oude God Sport        | 68   | Mortsel    | ??                         | 1934-1935 (1re) | 7 saisons   | 1re Promotion B    |

### Localisations Série B
| \| Liège · R. FC Liégeois · R. FC Sérésien · R. Tilleur FC Cappellen FC VV Oude God Sport FC Turnhout Turnhoutsche SK La Gantoise AA Termondoise SC Anderlechtois CS Schaerbeek RC Tirlemont Patria FC Tongres Liège St. Waremmien \| Localisation des clubs engagés en Division 1B 1934-1935 |
| Liège · R. FC Liégeois · R. FC Sérésien · R. Tilleur FC Cappellen FC VV Oude God Sport FC Turnhout Turnhoutsche SK La Gantoise AA Termondoise SC Anderlechtois CS Schaerbeek RC Tirlemont Patria FC Tongres Liège St. Waremmien                                                               |

### Localisation des clubs anversois
Les 5 clubs anversois sont:
(4) Tubantia FAC (A)
(8) SK Hoboken (A)
(11) VV Oude God Sport (B)
(16) Cappellen FC (B)
RC Borgerhout (A)

### Localisation des clubs bruxellois
Les 5 cercles bruxellois sont :
(6) SC Anderlechtois (B)
(8) CS La Forestoise (A)
(9) Uccle Sport (A)
(10) R. Racing CB (A)
(12) CS Schaerbeek (B)

### Localisation des clubs liégeois
Les 5 cercles liégeois sont :
(1) FC Liégeois (B)
(4) Racing FC Montegnée (A)
(9) FC Sérésien (B)
 (11) R. Tilleur FC (B)
 (13) AS Herstalienne (A)

## Classements
Légende
- Champion & Promu en Division d'Honneur
- clubs relégué en Promotion (D3)

Abréviations
 : Relégué de Division d'Honneur 1933-1934

 : Promus de Promotion 1933-1934

### Division 1 A
| Rang | Équipe                 | Pts | J  | G  | N | P  | Bp | Bc | Diff |
| ---- | ---------------------- | --- | -- | -- | - | -- | -- | -- | ---- |
| 1    | R. FC BRUGEOIS         | 40  | 26 | 19 | 2 | 5  | 74 | 29 | +45  |
| 2    | AS Ostendaise          | 31  | 26 | 14 | 3 | 9  | 63 | 49 | +14  |
| 3    | R. Uccle Sport         | 29  | 26 | 14 | 1 | 11 | 60 | 55 | +5   |
| 4    | SK Hoboken             | 28  | 26 | 12 | 4 | 10 | 56 | 45 | +11  |
| 5    | Boom FC                | 27  | 26 | 11 | 5 | 10 | 63 | 45 | +18  |
| 6    | R. Racing FC Montegnée | 27  | 26 | 11 | 5 | 10 | 71 | 65 | +6   |
| 7    | AS Herstalienne SR     | 27  | 26 | 12 | 3 | 11 | 51 | 55 | -4   |
| 8    | CS La Forestoise       | 26  | 26 | 11 | 4 | 11 | 42 | 53 | -11  |
| 9    | Tubantia FAC           | 26  | 26 | 12 | 2 | 12 | 52 | 52 | 0    |
| 10   | R. FC Renaisien        | 25  | 26 | 10 | 5 | 11 | 59 | 64 | -5   |
| 11   | R. Racing CB           | 23  | 26 | 9  | 5 | 12 | 48 | 62 | -14  |
| 12   | R. CS Verviétois       | 21  | 26 | 9  | 3 | 14 | 52 | 72 | -20  |
| 13   | K. SV Blankenberge     | 19  | 26 | 8  | 3 | 15 | 44 | 64 | -20  |
| 14   | RC Borgerhout          | 15  | 26 | 7  | 1 | 18 | 52 | 77 | -25  |

### Division 1 B
| Rang | Équipe              | Pts | J  | G  | N  | P  | Bp | Bc | Diff |
| ---- | ------------------- | --- | -- | -- | -- | -- | -- | -- | ---- |
| 1    | R. SC ANDERLECHTOIS | 39  | 26 | 18 | 3  | 5  | 64 | 32 | +32  |
| 2    | RC Tirlemont        | 34  | 26 | 16 | 2  | 8  | 65 | 35 | +30  |
| 3    | ARA La Gantoise     | 33  | 26 | 14 | 5  | 7  | 50 | 35 | +15  |
| 4    | Stade Waremmien FC  | 28  | 26 | 9  | 10 | 7  | 53 | 50 | +3   |
| 5    | ARA Termondoise     | 28  | 26 | 12 | 4  | 10 | 59 | 62 | -3   |
| 6    | R. FC Sérésien      | 27  | 26 | 11 | 5  | 10 | 49 | 50 | -1   |
| 7    | R. Tilleur FC       | 26  | 26 | 11 | 4  | 11 | 51 | 44 | +7   |
| 8    | CS Schaerbeekois    | 25  | 26 | 11 | 3  | 12 | 54 | 50 | +4   |
| 9    | FC Turnhout         | 24  | 26 | 11 | 2  | 13 | 60 | 59 | +1   |
| 10   | VV Oude God Sport   | 22  | 26 | 9  | 4  | 13 | 45 | 55 | -10  |
| 11   | Patria FC Tongres   | 22  | 26 | 10 | 2  | 14 | 59 | 83 | -24  |
| 12   | Cappellen FC        | 20  | 26 | 8  | 4  | 14 | 40 | 49 | -9   |
| 13   | R. FC Liégeois      | 19  | 26 | 7  | 5  | 14 | 42 | 61 | -19  |
| 14   | Turnhoutse SK HIH   | 17  | 26 | 7  | 3  | 16 | 54 | 80 | -26  |

## Déroulement de la saison

### Résultats des rencontres - Série A
| Résultats (▼dom., ►ext.)                                   | 1 | 2 | 3 | 4 | 5 | 6 | 7 | 8 | 9 | 10 | 11 | 12 | 13 | 14 |
|                                                            |   | - | - | - | - | - | - | - | - | -  | -  | -  | -  | -  |
|                                                            | - |   | - | - | - | - | - | - | - | -  | -  | -  | -  | -  |
|                                                            | - | - |   | - | - | - | - | - | - | -  | -  | -  | -  | -  |
|                                                            | - | - | - |   | - | - | - | - | - | -  | -  | -  | -  | -  |
|                                                            | - | - | - | - |   | - | - | - | - | -  | -  | -  | -  | -  |
|                                                            | - | - | - | - | - |   | - | - | - | -  | -  | -  | -  | -  |
|                                                            | - | - | - | - | - | - |   | - | - | -  | -  | -  | -  | -  |
|                                                            | - | - | - | - | - | - | - |   | - | -  | -  | -  | -  | -  |
|                                                            | - | - | - | - | - | - | - | - |   | -  | -  | -  | -  | -  |
|                                                            | - | - | - | - | - | - | - | - | - |    | -  | -  | -  | -  |
|                                                            | - | - | - | - | - | - | - | - | - | -  |    | -  | -  | -  |
|                                                            | - | - | - | - | - | - | - | - | - | -  | -  |    | -  | -  |
|                                                            | - | - | - | - | - | - | - | - | - | -  | -  | -  |    | -  |
|                                                            | - | - | - | - | - | - | - | - | - | -  | -  | -  | -  |    |
| - Victoire à domicile - Match nul - Victoire à l'extérieur |   |   |   |   |   |   |   |   |   |    |    |    |    |    |

### Résultats des rencontres - Série B
| Résultats (▼dom., ►ext.)                                   | 1 | 2 | 3 | 4 | 5 | 6 | 7 | 8 | 9 | 10 | 11 | 12 | 13 | 14 |
|                                                            |   | - | - | - | - | - | - | - | - | -  | -  | -  | -  | -  |
|                                                            | - |   | - | - | - | - | - | - | - | -  | -  | -  | -  | -  |
|                                                            | - | - |   | - | - | - | - | - | - | -  | -  | -  | -  | -  |
|                                                            | - | - | - |   | - | - | - | - | - | -  | -  | -  | -  | -  |
|                                                            | - | - | - | - |   | - | - | - | - | -  | -  | -  | -  | -  |
|                                                            | - | - | - | - | - |   | - | - | - | -  | -  | -  | -  | -  |
|                                                            | - | - | - | - | - | - |   | - | - | -  | -  | -  | -  | -  |
|                                                            | - | - | - | - | - | - | - |   | - | -  | -  | -  | -  | -  |
|                                                            | - | - | - | - | - | - | - | - |   | -  | -  | -  | -  | -  |
|                                                            | - | - | - | - | - | - | - | - | - |    | -  | -  | -  | -  |
|                                                            | - | - | - | - | - | - | - | - | - | -  |    | -  | -  | -  |
|                                                            | - | - | - | - | - | - | - | - | - | -  | -  |    | -  | -  |
|                                                            | - | - | - | - | - | - | - | - | - | -  | -  | -  |    | -  |
|                                                            | - | - | - | - | - | - | - | - | - | -  | -  | -  | -  |    |
| - Victoire à domicile - Match nul - Victoire à l'extérieur |   |   |   |   |   |   |   |   |   |    |    |    |    |    |

### Attribution du titre de «Champion de Division 1»
Ce match a une valeur honorifique.
| Date       | Équipe 1       | Équipe 2            | Score | Remarques |
| ---------- | -------------- | ------------------- | ----- | --------- |
| ??/??/1935 | R. FC Brugeois | R. SC Anderlechtois | ?-?   |           |

Note: Apparemment il semble que des "matches pour le titre" ont lieu lorsque le 2e niveau compte deux séries. Mais malhaureusement on ne retrouve pas toujours de traces fiables de ces rencontres. Le cas de figure  se reproduit par la suite aux 3e puis 4e niveaux nationaux qui comptent toujours plus d'une série. Si des matches entre les champions de série sont disputés à certaines époques, le titre "d'unique" champion n'aura jamais valeur officielle et le fait de remporter une série équivaut à un titre au niveau concerné.

## Récapitulatif de la saison
- Champion A : R. FC Brugeois (2e titre en D2)
- Champion B: R. SC Anderlechtois (2e titre en D2)

- Deuxième titre de "D2" pour la Province de Flandre occidentale.
- Huitième titre de "D2" pour la Province de Brabant.

| Région flamande (15)            | Région flamande (15) | Province de Brabant (6)      | Province de Brabant (6) | Région wallonne (7)    | Région wallonne (7) |
| ------------------------------- | -------------------- | ---------------------------- | ----------------------- | ---------------------- | ------------------- |
| Province d'Anvers               | 8                    | Région de Bruxelles-Capitale | 5                       | Province de Hainaut    | 0                   |
| Province de Flandre-Occidentale | 3                    | Province du Brabant flamand  | 1                       | Province de Liège      | 7                   |
| Province de Flandre-Orientale   | 3                    | Province du Brabant wallon   | 0                       | Province de Luxembourg | 0                   |
| Province de Limbourg            | 1                    |                              |                         | Province de Namur      | 0                   |

1. ↑  Au niveau footballistique, la province de Brabant est toujours unitaire malgré sa partition territoriale en 1995.

## Montée / Relégation
Le R. FC Brugeois et le R. SC Anderlechtois montent en Division d'Honneur.
Le K. SV Blankenberge, le RC Borgerhout, le R. FC Liégeois et Turnhoutse SK HIH sont relégués en Promotion (D3) et remplacés, la saison suivante, par l'US Centre, le FC Duffel, le K. VG Oostende et Waterschei THOR.

## Début en D2
Aucun club ne joue pour la première fois au 2e niveau national du football belge.